# Johannes Knorr
Ernst Franz Johannes Knorr (* 17. März 1888 in Dresden; † 29. Juni 1959 in Rostock) war ein deutscher Politiker (CDU, DDP) und Gewerkschaftsfunktionär.

## Leben
Johannes Knorr, Sohn des Versicherungsbeamten Julius Franz Knorr, besuchte die Volks- und Handelsschule in Dresden und erlernte den Kaufmannsberuf. Von 1905 bis 1915 war Knorr kaufmännischer Angestellter, Buchhalter und Innenbeamter des Verbandes deutscher Handlungsgehilfen. 1915 bis 1918 nahm er am Ersten Weltkrieg teil und wurde als Unteroffizier entlassen. Von 1919 bis 1933 war Knorr Gewerkschaftsfunktionär in Hamburg, Erfurt, Stettin, Königsberg und Rostock. Politisch war er von 1920 bis 1933 bei der DDP bzw. der Deutschen Staatspartei angebunden. Nach Auflösung der freien Gewerkschaften arbeitete Knorr in der Buchhaltung der Arado Flugzeugwerke in Warnemünde.

## In der SBZ
Johannes Knorr übernahm am 7. Juli 1945 eine Funktion als Gewerkschaftssekretär im FDGB und war 1945 bis 1946 Mitglied des Landesvorstandes des FDGB. 1946 bis 1947 war er Mitglied des Zentralvorstandes der Gewerkschaft der Angestellten im FDGB.
Johannes Knorr schloss sich 1945 der CDU an und war Mitglied im Gründungsausschuss auf Landesebene. Von Mai 1947 bis Juli 1950 war er Beisitzer im Landesvorstand der Union. Er vertrat die CDU in der Rostocker Stadtvertretung, seit den Landtagswahlen in der SBZ 1946 im mecklenburgischen Landtag und in der Industrie- und Handelskammer Rostock. Nach der Absetzung des CDU-Wirtschaftsministers Siegfried Witte im Januar 1950 ging die SED gegen die „feindlichen Umtriebe der Witte-Clique“ in Rostock vor, der auch Johannes Knorr zugeordnet wurde. Besonders übel nahmen ihm die Einheitssozialisten die Gründung einer CDU-Betriebsgruppe auf der Rostocker Neptun Werft. Sie versuchten, Knorr als Gewerkschaftssekretär eine Unterschlagung einer Kassiererin anzulasten. Knorr wurde aus seiner Position entlassen und beantragte im September 1950 die Aufhebung seiner Immunität als Abgeordneter, um die Vorwürfe aufklären zu können. Seine politische Karriere in der gleichgeschalteten CDU des Landes war damit beendet.